# Jamison Ross

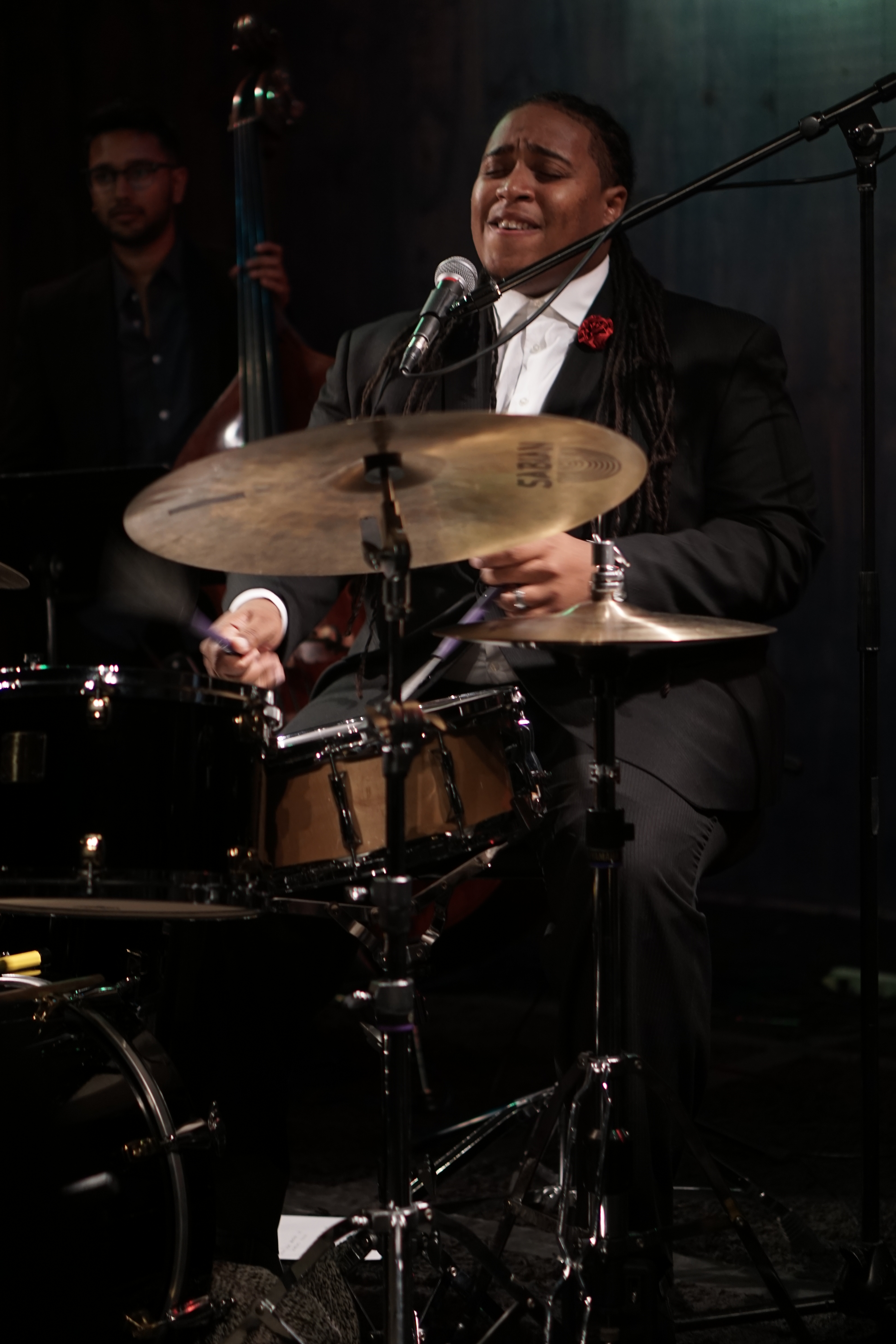
Jamison Ross

Jamison Ross (* 12. November 1987 in Jacksonville (Florida)) ist ein US-amerikanischer Jazzmusiker (Schlagzeug, Gesang).
Ross spielte Schlagzeug und sang in der Kirche seines Großvaters und studierte Musik an der Douglas Anderson High School und an der Florida State University mit dem Bachelor-Abschluss in Jazz und an der University of New Orleans mit dem Master-Abschluss in Musik. Auf einem Jazzworkshop von Betty Carter im Kennedy Center in Washington traf er die Singer-Songwriterin Carmen Lundy, in deren Band er spielte und mit der er aufnahm. Nach dem Gewinn des prestigeträchtigen Thelonious-Monk-Wettbewerbs 2012 erhielt er einen Plattenvertrag bei Concord Jazz; 2015 erschien sein Debütalbum, auf dem er auch sang. Damit beeindruckte er nicht nur als Schlagzeuger, sondern auch als Sänger und das Album wurde für einen Grammy nominiert (für Jazzgesang). Begleitet wurde er von Jon Batiste (Bandleader der Late Night Show von Stephen Colbert).
2018 war er im Bereich Jazzgesang der „Rising Star“ im Kritikerpoll des Down Beat.

## Diskografie
- Jamison, Concord Jazz 2015
- All for One, Concord Jazz 2018